# Монделево
Мо́нделево (фин. Montila) — деревня в Гатчинском муниципальном округе Ленинградской области.

## История
На «Топографической карте окрестностей Санкт-Петербурга» Военно-топографического депо Главного штаба 1817 года она обозначена как деревня Монделево, состоящая из 18 дворов.
Деревня Мондолова из 16 дворов упоминается на «Топографической карте окрестностей Санкт-Петербурга» Ф. Ф. Шуберта 1831 года.

МОНДОЛОВО — деревня принадлежит Самойловой, графине, число жителей по ревизии: 43 м. п., 44 ж. п. (1838 год)

На карте Ф. Ф. Шуберта 1844 года и карте С. С. Куторги 1852 года деревня названа Мондолова.
В пояснительном тексте к этнографической карте Санкт-Петербургской губернии П. И. Кёппена 1849 года она записана как деревня Mondila (Молдолова, Монделева), а также указано количество её жителей на 1848 год: савакотов — 51 м. п., 47 ж. п., всего 98 человек.

МОНДЕЛЕВО — деревня Царскославянского удельного имения, по просёлочной дороге, число дворов — 21, число душ — 48 м. п. (1856 год)

Согласно «Топографической карте частей Санкт-Петербургской и Выборгской губерний» в 1860 году деревня называлась Монделева и насчитывала 14 крестьянских дворов.

МОНДЕЛЕВО — деревня удельная при ручье Сумоловском, число дворов — 14, число жителей: 42 м. п., 51 ж. п. (1862 год)

В 1879 году деревня Монделева насчитывала 20 дворов.

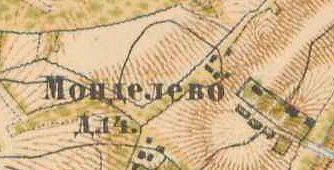
План деревни Монделево. 1885 год

В 1885 году деревня Монделево насчитывала 14 дворов.
В конце XIX века деревня административно относилась к Покровской волости 1-го стана Царскосельского уезда Санкт-Петербургской губернии, в начале XX века — 4-го стана. Население деревни было исключительно финским.
К 1913 году количество дворов в деревне увеличилось до 21.
К 1917 году количество дворов в деревне Монделева увеличилось до 27.
С 1917 по 1918 год деревня Монделево входила в состав Покровской волости Детскосельского уезда.
С 1918 года в составе Монделево-Коккелевского сельсовета Вениокской волости.
С 1919 года в составе Вениокско-Покровской волости.
С 1923 года в составе Слуцкой волости Гатчинского уезда.
Согласно данным переписи населения СССР 1926 года в деревне Монделево Монделево-Каккелевского сельсовета Слуцкой волости Троцкого уезда проживали 129 человек, все финны.
С 1927 года в составе Детскосельской волости, а затем Детскосельского района. В 1927 году население деревни Монделево составляло 153 человека.
По административным данным 1933 года деревня называлась Менделево и входила в состав Менделево-Коккелевского финского национального сельсовета Красногвардейского района. В сельсовет входили 15 населённых пунктов: деревни Антелево, Ванго-Мыза, Венделево, Вихтелево, Гайколово, Гульбицы, Данилово, Менделево, Местелево, Каккелево, Малое Сергелево, Большое Сергелево, Репполово, хутор Мариинские и выселок Коммунар, общей численностью населения 1961 человек. Центром сельсовета была деревня Местелево.
По данным 1936 года в состав Монделекаккелевского финского национального сельсовета входили 18 населённых пунктов, 388 хозяйств и 8 колхозов. Деревня называлась Монделево, а центром сельсовета была деревня Гайколово.

План деревни Монделево. 1939 год

С 1939 года в составе Антропшинского сельсовета Слуцкого района. Согласно топографической карте 1939 года деревня называлась Моньделево и насчитывала 30 дворов, смежно с ней располагалась деревня Гульбицы.
C 1 августа 1941 года по 31 декабря 1943 года деревня находилась в оккупации.
В 1958 году население деревни Монделево составляло 117 человек
С 1959 года в составе Антелевского сельсовета.
По данным 1966, 1973 и 1990 годов деревня Монделево также входила в состав Антелевского сельсовета.
В 1997 году в деревне проживали 30 человек, в 2002 году — 38 человек (русские — 60%, цыгане — 32%), в 2007 году — 84.

## География
Деревня расположена в северо-восточной части района на автодороге 41К-010 (Красное Село — Гатчина — Павловск) в месте примыкания к ней автодороги 41К-229 (подъезд к г. Коммунар).
Расстояние до административного центра поселения, деревни Пудомяги — 3 км.
Расстояние до ближайшей железнодорожной станции Кобралово — 5,5 км.

## Демография
| 1862 | 2007 | 2010 | 2017 |
| ---- | ---- | ---- | ---- |
| 93   | ↘84  | ↗141 | ↗190 |

### Национальный состав
Согласно данным Всероссийской переписи населения 2021 года в деревне проживали 218 человек, из них:
 русские — 182, цыгане — 4, белорусы — 2, карелы — 2, мордва — 2, узбеки — 2, армяне — 1, другие национальности — 8 человек, остальные национальность не указали.

## Улицы
Весенний переулок, Возможностей, переулок Волонтёрского Движения, Дружбы, Звёздная, Карьерная, Лазурный переулок, Летняя, Липовый переулок, Нагорная, Осенний переулок, Павловский переулок, Полевая, Садовый переулок, Соколовский переулок, Суммоловская, Тихий переулок, Транзитная, Туманная, Шоссейная, Ясная.

## Садоводства
Бавария.